# Rue Charbonnet
La rue Charbonnet est une voie de Troyes dans le département français de l'Aube. 

## Situation et accès
Située dans le centre-ville (cœur historique de Troyes - bouchon de Champagne) commence à l'intersection de la rue Claude-Huez et de la rue Paillot-de-Montabert, et se termine à l'intersection de la rue Brunneval.

## Origine du nom
Elle porte le nom de Pierre Mathias Charbonnet (1733-1815), recteur de l'Université de Paris.

## Historique
La rue Charbonnet a fait partie comme plusieurs autres rues du quartier du Clos de la Madeleine. Elle en a porté le nom, comme celui des Amours de la Madeleine. Elle a aussi été désignée comme « rue de l'École » et « rue des Lorgnes » jusqu'au 12 août 1851,. Faisant partie du Quartier Clos de la Madeleine (un de ces groupes de maisons qui, au Moyen Âge constituaient des bourgs isolés dans l'enceinte)

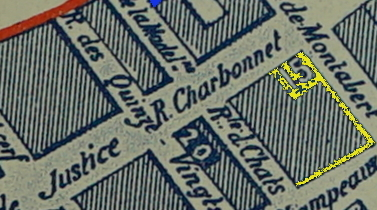
En 1911 avec le n°15 la Poste aux lettres.

## Bâtiments remarquables et lieux de mémoire
- On y trouvait l'hospice civil de Troyes dont l'administrateur en 1845 était Augustin Pierre Babeau[4].

- Vers 1889 se trouvait au n°3 l'hôtel de la poste aux lettres, à l'angle de la rue Charbonnet et de la rue Paillot-de-Montabert.

- Au n° 9 de la rue se trouve l'hôtel de Marisy, actuellement agence territoriale de Troyes Chaumont [5]